# Morane-Saulnier MS.60 Moth
Le Morane-Saulnier MS.60 Moth est un avion de tourisme biplan biplace, fabriqué en France durant l'Entre-deux-guerres par la société Morane-Saulnier.